# Zuger Kantonalbank

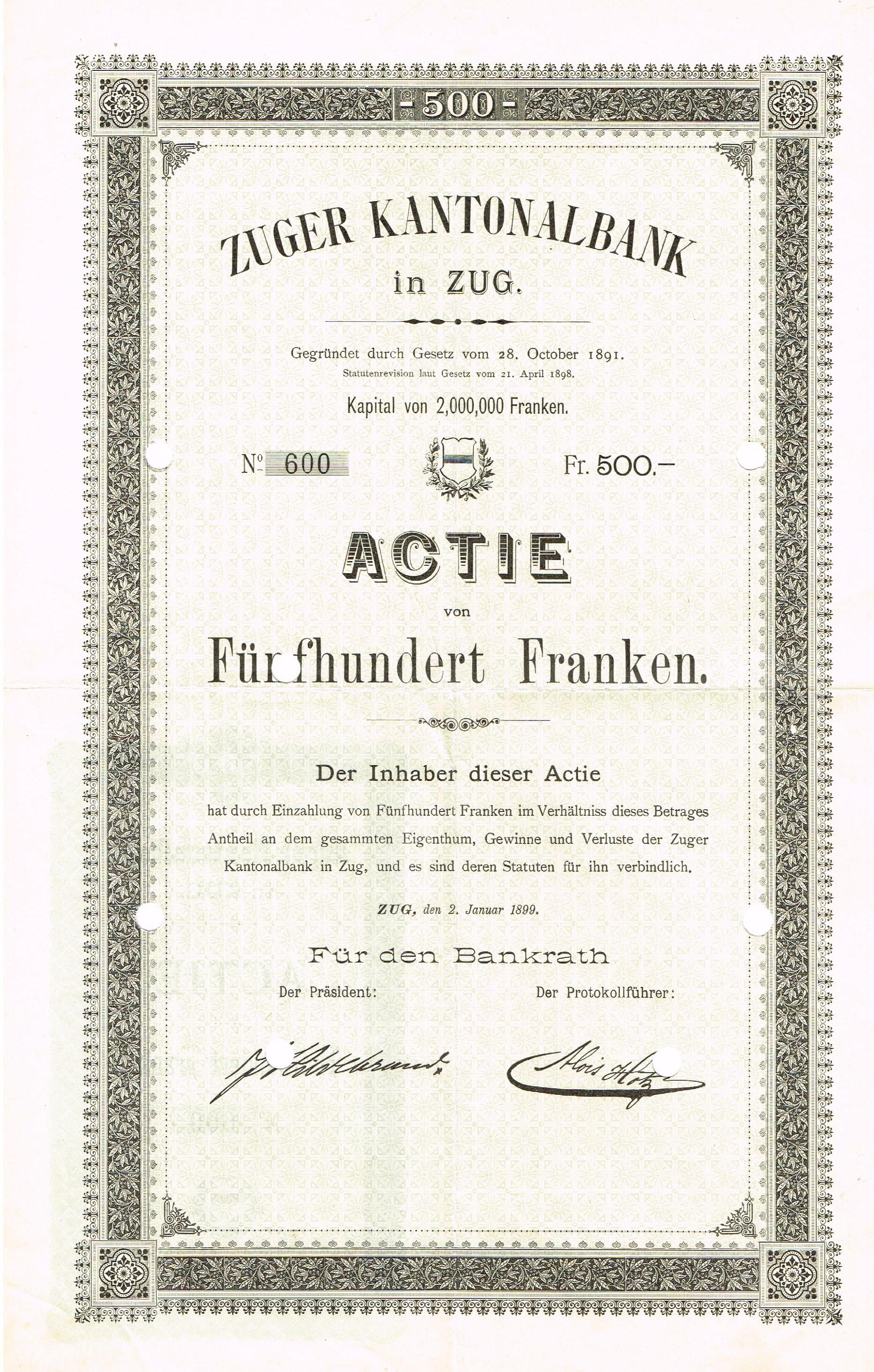
Cổ phiếu của Zuger Kantonalbank, phát hành ngày 2 tháng 1 năm 1899

Zuger Kantonalbank là một ngân hàng bang có trụ sở tại Thụy Sĩ. Trụ sở chính của ngân hàng đặt tại Zug, Thụy Sĩ. Được thành lập vào năm 1892, Zuger Kantonalbank là một ngân hàng đa năng, cung cấp các sản phẩm ngân hàng bán lẻ và doanh nghiệp chủ yếu cho cư dân trong bang. Ngân hàng có bảo lãnh nhà nước hoàn toàn về các khoản nợ của mình.